# شهرستان سیریم
شهرستان سیریم (قزاقی: Сырым ауданы, سىرىم اۋدانی) یک شهرستان در قزاقستان است که در استان قزاقستان غربی واقع شده‌است. این شهرستان ۲۰۶۵۲ نفر جمعیت دارد.

## وجه تسمیه
نام این شهرستان برای ارج نهادن به یکی از رهبران طوائف قزاق و از رهبران چندین قیام علیه حاکمیت روسیهٔ تزاری، زادهٔ سال ۱۷۵۳ میلادی در نزدیکی همین منطقه، «سیریم دات‌اولی بهادر» (به قزاقی: Сырым Датұлы батыр، سىرىم داتۇلى باتىر) انتخاب شده است. سیریم دات‌اولی بهادر رئیس طائفه «بای‌اوغلی» (به قزاقی: байұлы، بايۇلى)،‌ زیرمجموعه‌ای از «جوز کوچک» از جوزهای سه‌گانه مردم قزاق بوده. وی به دلیل محدودیت‌ها، غصب زمین‌ها، و فشارهای وارده از سوی حکومت روسیهٔ تزاری و کازاک‌های اورال، دست به قیام زد.